# Dự án cầu Trần Hưng Đạo
Cầu Trần Hưng Đạo là một cây cầu bắc qua Sông Hồng sắp được xây dựng nằm tại Hà Nội nối giữa hai quận Hoàn Kiếm và Long Biên. Cầu nằm giữa hai cầu là Cầu Chương Dương và Cầu Vĩnh Tuy.

## Kiến trúc
Cầu Trần Hưng Đạo chọn phương án xây dựng là phương án được giải nhất của Cuộc thi tuyển chọn kiến trúc cho Cầu Trần Hưng Đạo do Ban Quản lý dự án đầu tư xây dựng công trình giao thông Hà Nội tổ chức vào tháng 10 năm 2021. Cầu có kết cấu vòm với sáu nhịp liên tục. Đoạn cầu chính dài 900m, chiều ngang khoảng 40,66 m. Cầu có bốn làn xe mỗi bên với hai làn hỗn hợp, phần đường còn lại dành cho người đi bộ và lối đi xe đạp. Tổng chiều dài cầu bao gồm đường dẫn và cầu chính là 5,5 km đi qua các quận Hoàn Kiếm, quận Hai Bà Trưng và quận Long Biên.

## Thời gian xây dựng
Cầu dự kiến được xây dựng trong hơn 3 năm, hoàn thành quý II năm 2027 với số vốn khoảng 9.000 tỷ đồng đầu tư theo phương thức BOT.